# Legio II Herculia
Legio secunda Herculia ou Legio II Herculia ("Segunda legião de Hércules") foi uma legião romana criada pelo imperador Diocleciano (r. 284–305), possivelmente junto com a I Iovia, para guarnecer a nova província da Cítia Menor. Sua base era Capidava. O cognome da legião era uma referência a "Herculius", um dos atributos do co-imperador de Diocleciano, Maximiano, e que significa "como Hércules".
Segundo a "Notitia Dignitatum", esta legião ainda estava em sua base no Danúbio no início do século V.